# Menomonie
Menomonie är administrativ huvudort i Dunn County i Wisconsin i USA. Enligt 2010 års folkräkning hade Menomonie 16 264 invånare.

## Kända personer från Menomonie
- Nate Stanley, utövare av amerikansk fotboll